# 花 (ORANGE RANGEの曲)
「花」（はな）は、ORANGE RANGEの8枚目のシングル。2004年（平成16年）10月20日にgr8! recordsから発売された。

## 解説
- オリコン初登場1位。以来通算4週1位を獲得（連続ではなく、3週目は1位とは3000枚差で2位）。返り咲き首位及び通算4週1位獲得はSMAPの「世界に一つだけの花」以来[1][2]。また、映画タイアップのシングルとしては山下達郎の「クリスマス・イブ」以来15年ぶりとなる通算4週1位獲得作品であった[2]。オリコンシングルチャートの集計開始以来899曲目の1位獲得であり、6週連続売り上げ10万枚を突破している。
- 2004年（平成16年）オリコン年間シングル売り上げランキング4位。累計売り上げ枚数では上位3組を抜いている。2005年（平成17年）オリコン年間シングル売り上げランキング21位。
- ORANGE RANGEのシングルとしては初のミリオンセラー（プラネットの集計及び出荷枚数[3]）となり、シングル売上では最大のヒット曲となった。しかし、オリコン集計での売り上げ枚数は99.9万枚でわずかにミリオンに届いていない。オリコン集計でミリオンに届いていないシングルでは最も累計売上が多い。
- 初出場を果たした『第55回NHK紅白歌合戦』では同曲ではなく「ロコローション」が選曲された。
- NAOTOのクレジット欄は「synthesizer,other instrumental,guitar」だった。
- この作品からレーベルゲートCDではなくなった。
- 第4回MTV Video Music Awards Japan 2005 Best Video of the Yearを受賞した。

## 収録曲
全作詞・作曲：ORANGE RANGE
1. 花 [4:13]
竹内結子・中村獅童主演の映画『いま、会いにゆきます』の主題歌。
当時インターネットミームだった泣ける2ちゃんねるにあやかって「泣けるレンジ」がキャッチコピーの元、作られた。
初めは、RYOのソロ曲として『musiQ』に収録する予定だった曲で、RYOが歌詞を書いていた。その際に『最初に書いた歌詞は前向きな感じではなかった』と語っており、のちにシングル化するにあたってYAMATOとHIROKIのそれぞれが前向きなイメージで作詞されたものが使われている。
HIROKIはレコーディングする際、わざと声を嗄らすためにキムチをいっぱい食べたと語っている。また、レコーディングの最中バイオリニストと意見が食い違いしたため、かなりレコーディングの時間がかかったとも語っている。
オリコンカラオケチャートでは42週連続を含む通算43週1位（2004年11月29日付〜2005年9月12日付、2005年10月10日付）を獲得。42週連続はAKB48の「ヘビーローテーション」に抜かれるまでは歴代1位の記録だった。
『第56回NHK紅白歌合戦』の出場者選考アンケート『スキウタ〜紅白みんなでアンケート〜』では白組2位（しかし、地元沖縄でのカウントダウンコンサート優先で出場辞退）。
秋に発売されたが、テレビ朝日系『ミュージックステーション』などの「春うた」ランキングで、上位によくランクインする。
『Squeezed』にリミックスバージョンが収録されている。
2010年（平成22年）11月24日に、Safariiが同曲をサンプリングした「HANA 〜キミに出逢えたキセキ〜」を発表。
PVはオリジナルバージョンとオリジナルに『いま、会いにゆきます』のシーンが挿入されたバージョンの2つ存在し、前者はDVD「ヴィデヲ・DE・リサイタル」、ベストアルバム「裏 SHOPPING」と「ALL the SINGLES」のそれぞれ初回限定版のDVDに収録されている。後者のPVはJOYSOUND及びDAMのカラオケ映像で見ることができる。
2. 花想
1曲目とは同じ「花」をテーマにした曲だが、まったく別物のダウナーな曲に仕上がっている。花のレコーディング中にNAOTOが制作したもので、作っている途中でどんどん暗くしていこうという意向で作曲された[4]。
3. 花 original track
1曲目のロングバージョン。最初に製作されたのはこちらだったが、映画のタイアップが決まったことでアウトロを短くしたものが使用された。

## タイアップ
- 映画『いま、会いにゆきます』主題歌 (M-1)
- au CMソング (M-1)
- 「ReLIFE 完結編」14話ED

## カバー
- 大山百合香 『COVERS FOR LOVERS 〜Yurika Sings J Love Songs〜』1曲目収録（2008年4月23日）
- SISTER KAYA 『たからものベスト』9曲目収録（2008年9月24日）
- DJ SASA with THE ISLANDERS 『ラブソンちゅ』1曲目収録（2012年2月8日）
- BRIGHT 『BRIGHT』12曲目収録（2012年3月21日）
- Charlie 『Sweet 10 Covers 〜music for lovers〜』1曲目収録（2012年11月21日） ※英語詞カバー
- Mye 『US』6曲目収録（2013年6月12日） ※英語詞カバー
- BENI 『COVERS:3』4曲目収録（2013年12月18日）
- GENERATIONS from EXILE TRIBE 『Always with you』2曲目収録（2014年9月3日）
- 高木さん（高橋李依） テレビアニメ「からかい上手の高木さん3」第12話エンディングテーマ。2022年7月13日発売のアルバム『「からかい上手の高木さん3&劇場版」Cover Song Collection』および、アルバム『からかい上手の高木さん3&劇場版 Memorial Box』に収録。
- 日野聡 『[Re:collection] HIT SONG cover series feat.voice actors 〜00's-10's EDITION〜』収録（2022年7月27日）。